# Замлача (Видовец)
Замлача (до 1991. године Замлаче) је насељено место у саставу општине Видовец у Вараждинској жупанији, Хрватска. До територијалне реорганизације у Хрватској налазила се у саставу старе општине Вараждин.

## Становништво
На попису становништва 2011. године, Замлача је имала 372 становника.

## Попис1991.
На попису становништва 1991. године, насељено место Замлаче је имало 377 становника, следећег националног састава:
| Попис 1991.‍ | Попис 1991.‍ | Попис 1991.‍ | Попис 1991.‍ | Попис 1991.‍ |
| ----------- | ----------- | ----------- | ----------- | ----------- |
|             |             |             |             |             |
| Хрвати      | Хрвати      |             | 373         | 98,93%      |
| Југословени | Југословени |             | 2           | 0,53%       |
| Срби        | Срби        |             | 1           | 0,26%       |
| непознато   | непознато   |             | 1           | 0,26%       |
| укупно: 377 |             |             |             |             |